# Hatné
Hatné (ungarisch Hatna – bis 1907 Hattne) ist eine Gemeinde in der Nordwestslowakei mit 632 Einwohnern (Stand 31. Dezember 2024) und gehört zum Okres Považská Bystrica, einem Kreis des Trenčiansky kraj.

## Geographie

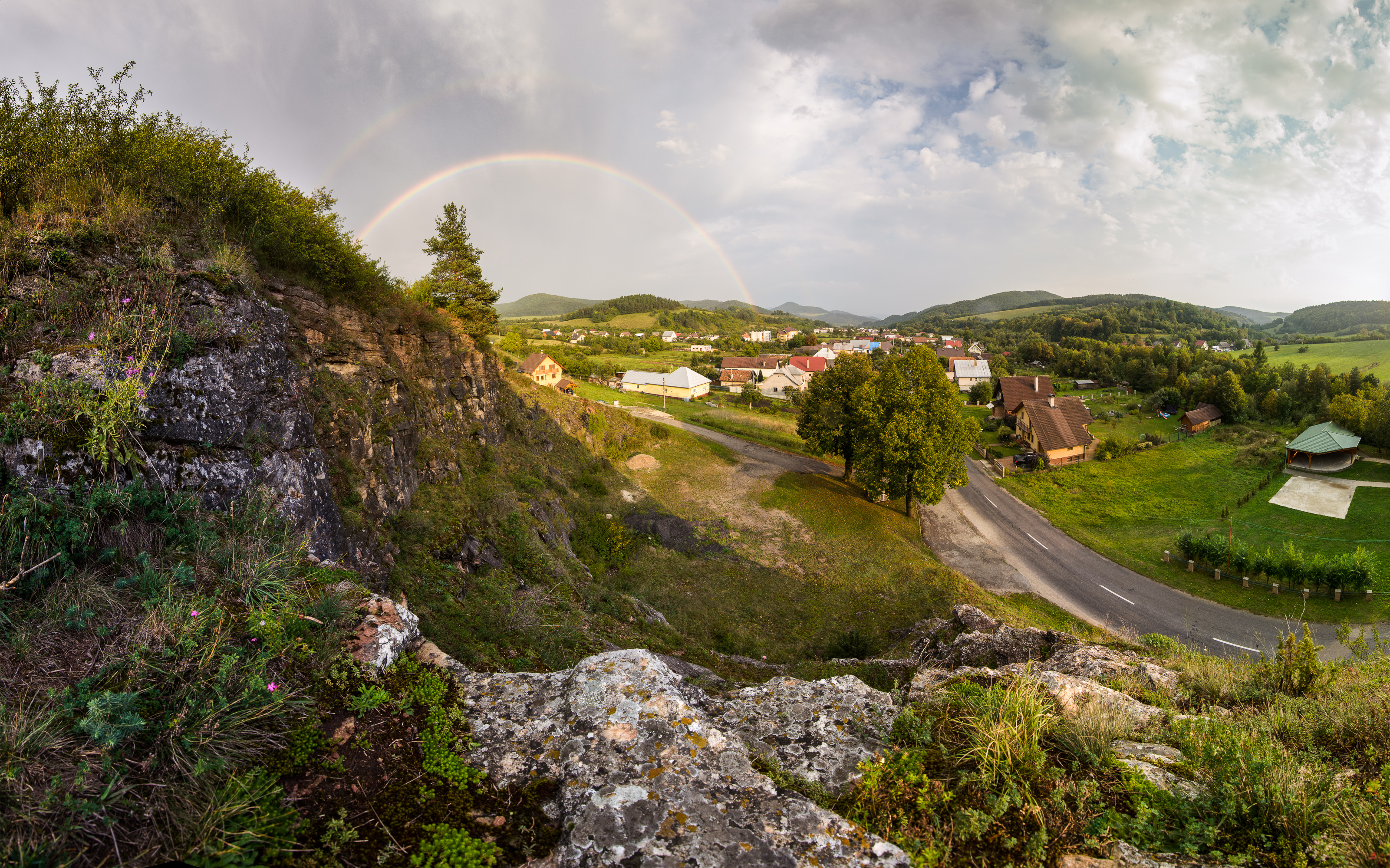
Blick auf Hatné

Die Gemeinde befindet sich im südlichen Teil des Javorník-Gebirges im Tal des Marikovský potok am Zusammenfluss mit dem rechtsseitigen Bach Radotiná im Einzugsgebiet der Waag. Der höchste Punkt des Gemeindegebiets ist die Dielnica mit 519 m n.m.  Das Ortszentrum liegt auf einer Höhe von 310 m n.m. und ist zehn Kilometer von Považská Bystrica entfernt.
Nachbargemeinden sind Dolná Mariková im Norden, Papradno im Nordosten, Brvnište im Osten, Udiča (Ortsteil Prosné) im Süden und Klieština im Westen.

## Geschichte
Nördlich des Hauptorts liegt die archäologische Fundstätte Hrádek mit Überresten von zwei befestigten Siedlungen beiderseits des Marikovský potok. Diese sollte keramischen Funden zufolge im Äneolithikum bewohnt worden sein, mit Fortsetzung in der Bronze- und Hallstattzeit mit der Lausitzer Kultur.
Hatné wurde zum ersten Mal 1321 als Hathna schriftlich erwähnt. Das Dorf war Besitz der landadligen Familien Hatnay und gehörte ab dem 16. Jahrhundert zum Herrschaftsgebiet von Waagbistritz. 1784 hatte die Ortschaft 57 Häuser, 63 Familien und 293 Einwohner, 1828 zählte man 35 Häuser und 307 Einwohner, die als Landwirte beschäftigt waren. Im 19. Jahrhundert waren zwei Brennereien im Ort tätig.
Bis 1918 gehörte der Ort im Komitat Trentschin zum Königreich Ungarn und kam danach zur Tschechoslowakei beziehungsweise heute Slowakei.
Von 1979 bis 1990 war Hatné Teil der Gemeinde Dolná Mariková.

## Bevölkerung
| Jahr                | 1994 | 2004    | 2014    | 2024    |
| ------------------- | ---- | ------- | ------- | ------- |
| Anzahl der Personen | 580  | 564     | 599     | 632     |
| Unterschied         |      | −2,75 % | +6,20 % | +5,50 % |

| Jahr                | 2023 | 2024    |
| ------------------- | ---- | ------- |
| Anzahl der Personen | 642  | 632     |
| Unterschied         |      | −1,55 % |

Gemäß der Volkszählung 2011 wohnten in Hatné 590 Einwohner, davon 566 Slowaken sowie jeweils ein Serbe und Tscheche. 22 Einwohner machten keine Angabe zur Ethnie.
544 Einwohner bekannten sich zur römisch-katholischen Kirche, drei Einwohner zur Evangelischen Kirche A. B. und ein Einwohner zur orthodoxen Kirche. Zehn Einwohner waren konfessionslos und bei 32 Einwohnern wurde die Konfession nicht ermittelt.